# Shahriyar Latifzadeh
Shahriyar Latifzadeh, född 22 mars 1979 i Esfahan i Iran, är en svensk filmregissör, manusförfattare och skådespelare.
År 1989 invandrade Shahriyar Latifzadeh med sin familj till Östersund. Under åren har Latifzadeh skrivit och regisserat över 60 filmer och ett tiotal dokumentärer. Filmerna har rört sig i olika genrer med varierande längd och belönats på flera filmfestivaler i och utanför Sverige.
TV-debuten som regissör kom vid 19 års ålder med Film-SM-vinnaren Vardagsmat. 27 år gammal skrev och regisserade Latifzadeh långfilmsdebuten Kärlek 3000 som hade biopremiär 14 november 2008. Debuten producerades av Tobias Ollén och Stollywood.
Under sin utbildning vid Filmhögskolans regisserade Latifzadeh bland annat den tragikomiska dokumentären Var é brudarna? Men framför allt - var é kärleken? och examensfilmen Kärlek 2000 som belönades med Bo Widerberg-stipendiet.

År 2014 hade hans dokumentär Vuxen premiär på Sveriges Television.
Vid sidan om filmskapandet är Latifzadeh sysselsatt som författare och samtalsterapeut. Hans första bok, Manusboken - handboken för dig med filmidéer blev utgiven 2020. 

## Utmärkelser
- 2005 Sandrews filmstipendium[16]
- 2006 Bo Widerberg-stipendiet
- 2013 Konstnärsnämnden[17]